# Catadau
Catadau település Spanyolországban, Valencia tartományban. Catadau Alfarp, Carlet, Llombai, Tous és Dos Aguas községekkel határos. Lakosainak száma 2967 fő (2024).

## Népesség
A település népessége az utóbbi években az alábbiak szerint változott:
| Lakosok száma | 2351 | 2487 | 2619 | 2729 | 2766 | 2754 | 2773 | 2777 | 2862 | 2967 |
|               | 2001 | 2004 | 2007 | 2009 | 2012 | 2014 | 2017 | 2019 | 2022 | 2024 |